# إعادة نسخ

إعادة النسخ أو التكرار (بالإنجليزية: Replication)‏ في الحوسبة يتضمن عمل عدة نسخ من نفس المعطيات بين عدة أنظمة برمجية أو معدات تقنية، وذلك بهدف تحسين سرعة الوصول لهذه المعطيات.

## الاصطلاح
قد تشير إعادة النسخ في علم الحاسوب إلى:
- إعادة نسخ المعطيات: عندها تُخزَّن نفس المعطيات على أجهزة تخزين متعددة
- إعادة نسخ المهام: عندها تُنفَّذ نفس المهمة الحوسبية عدة مرات. قد تكون المهمات الحوسبية:
  - إعادة نسخ مكانية: عندها تُنفَّذ المهمات على أجهزة منفصلة.
  - إعادة نسخ زمانيى: عندها تُنفَّذ المهمات تنفيذًا متكررًا على جهاز واحد.

غالبًا ما ترتبط إعادة النسخ في المكان أو في الزمان بخوارزميات الجدولة.